# Dermatolepis
Dermatolepis Gill, 1861 è un genere di pesci d'acqua salata appartenenti alla famiglia Serranidae.

## Tassonomia
Comprende le seguenti specie:
- Dermatolepis dermatolepis (Boulenger, 1895)
- Dermatolepis inermis (Valenciennes, 1833)
- Dermatolepis striolata (Playfair, 1867)